# Jurjo Torres Santomé
Jurjo Torres Santomé (Castro de Rei, 2 de juny de 1951) és un pedagog, assagista i activista gallec especialitzat en polítiques educatives, multiculturalisme i currículum integrat. És especialment conegut pel seu activisme en la defensa de l'escola pública i la denúncia de la influència del neoliberalisme en les polítiques educatives.

## Trajectòria
Doctorat en Pedagogia per la Universitat Pontifícia de Salamanca el 1979, va ser professor en aquesta universitat, fins al 1980, i a la Universitat de Santiago de Compostel·la (1984-1991), a més de professor visitant a la Universitat de Wisconsin. Des de 1991 és catedràtic d'Universitat de Didàctica i Organització Escolar a la Universitat de La Corunya, i en l'actualitat és director del departament de Pedagogia i Didàctica i coordinador del Grup de Recerca en Innovacions Educatives de la mateixa universitat.
Ha publicat més d'un centenar d'articles en llibres i revistes de pedagogia en gallec, castellà, anglès i portuguès, i és col·laborador habitual en revistes especialitzades com: Cuadernos de Pedagogía, Pedagogy, Culture & Education, Education Policy Analysis Archives, Kikirikí, Currículum Sem Fronteiras, A Pàgina da Educaçâo, Aula de Infantil, Revista Brasileira de Educaçâo, Educaçâo i Realidade, Aula de Innovación Educativa, Investigación en la escuela, Teias, In-fan-cia, Signos, Teoría y Práctica de la Educación, O Ensino i Perspectiva Cep.

## Pensament

### Currículum ocult i neoliberalisme
Torres defensa l'humanisme educatiu, qüestiona la privatització del sistema educatiu i denúncia la demonització de l'escola pública, subratllant l'existència d'altres perspectives pedagògiques transformadores relacionades amb les lluites socials. En la seva obra denuncia l'existència del currículum ocult i les estratègies del neoliberalisme per a la creació d'elits aplicant la lògica binària de «guanyadors» i «perdedors».
| « | Són molts anys de tradició escolar classificant i etiquetant l'alumnat per mitjà de tota mena de rutines, fins i tot recorrent a instruments més o menys sofisticats com tests d'intel·ligència, proves de rendiment, etc. Instruments que es disfressen d'objectivitat i de neutralitat i que acaben culpabilitzant cadascun dels estudiants: els convencen que són ells els únics responsables del seu fracàs. | » |
| — Jurjo Torres, Políticas eductivas y construcción de personalidades neoliberales y neocolonialistas, pàg.15 (2017) | |   |

També qüestiona el paper de l'església i la utilització de l'educació per al control social. Malgrat les dificultats, Torres confia en el poder dels moviments col·lectius -molts d'ells en situació de desavantatge i d'exclusió- que han estat capaços, al llarg de la història, de reaccionar i organitzar el que anomena «lluites socials de resistència i de creació i ocupació d'espais transformadors». A més, destaca el valor estratègic d'allò públic: «No podem oblidar que la raó de ser de la xarxa pública és ajudar a construir un "nosaltres" veritablement inclusiu, que té com a referent el bé comú; veure's com a ciutadanes i ciutadans que en un marc de pluralitat i de democràcia aprenen a escoltar, debatre, treballar i col·laborar amb els qui pensen d'una altra manera».

### Desprestigi d'«allò públic»
El neoliberalisme obliga a privatitzar totes les institucions destinades a assegurar l'estat del benestar -banca pública, serveis socials i comunitaris, vies de comunicació- i és aquesta lògica la que aplica, segons Torres, en l'estratègia progressiva de privatització d'institucions escolars. Per això considera que «l'enfortiment de l'escola pública és clau per a la resistència».
Per assolir la privatització es desprestigia allò públic a partir de la suposada falta de rendiment segons estàndards privats, baixa qualitat de servei, barreja de sexes i categories socials i escàs interès per l'excel·lència educativa.

## Obra en gallec i portuguès

### Assaig
- A educação infantil (1991). Ourense: Associação Sócio-Pedagógica Galaico-Portuguesa.
- O currículum oculto (1995). Porto: Porto Editora.
- Globalização e interdisciplinariedade. O currículo integrado (1998). Porto Alegre: Artmed Editora. ISBN 9788573073133
- Un currículo optimista fronte á desmemoria e o fatalismo: lección inaugural na solemne apertura do curso académico 2001-2002 da Universidade da Coruña (2001). A Coruña: Universidade da Coruña.
- A educação em tempos de neoliberalismo (2003). Col. Educação, teoria e crítica. Porto Alegre: Artmed Editora. ISBN 9788536301389
- A desmotivação dos professores (2006). Mangualde (Portugal): Edições Pedago. ISBN 9789728980146
- Multiculturalismo anti-racista (2008) Porto: ed. Profedições. ISBN 978-972-8562-53-3

### Obres col·lectives
- Pra unha educación preescolar galega (1978). Santiago de Compostela: Xistral. Amb Montse Erauskin.
- Ensinar Historia de Galicia. Aspectos historiográficos e didácticos (2002). Santiago de Compostela: Universidade de Santiago de Compostela. Amb Luís Martínez-Risco Daviña i Ramón Villares.
- Novos enfoques no ensino universitario (2008). Vigo: Universidade de Vigo, Vicerreitoría de Formación e Innovación Educativa. ISBN 978-84-8158-366-3

## Obra en castellà

### Assaig
- La educación en la Sociedad Económica de Amigos del País de Santiago: (S.XVIII-XIX) (1979). Salamanca: Universidad de Salamanca. ISBN 84-7481-047-7
- El currículum oculto (2005). San Sebastián de los Reyes: ed. Morata. ISBN 9788471123510
- Globalización e interdisciplinariedad: el currículum integrado (1994). San Sebastián de los Reyes: ed. Morata. ISBN 84-7112-372-X
- La desmotivación del profesorado (2006). San Sebastián de los Reyes: ed. Morata. ISBN 9788471125101
- Educación en tiempos de neoliberalismo (2002). San Sebastián de los Reyes: ed. Morata. ISBN 84-7112-459-9
- La justicia curricular: el caballo de Troya de la cultura escolar (2011). San Sebastián de los Reyes: ed. Morata. ISBN 9788471126337
- Políticas educativas y construcción de personalidades neoliberales y neocolonialistas (2017). San Sebastián de los Reyes: ed. Morata, ISBN 9788471128218

### Obres col·lectives
- I Simposium sobre el proceso de socialización: ponencias y comunicaciones (1988). Santiago de Compostela: Universidad de Santiago.
- El marco curricular en una escuela renovada (1988). Col. Integración escolar, 1. Amb Coll Salvador, C.; Gimeno Sacristán, J; e Santos Guerra, M. A. Madrid: Ministerio de Educación y Ciencia i Edit. Popular. ISBN 9788486524531
- Ventos de desescolarização. A nova ameaça à escolarização pública (2003). Amb Paraskeva, João M. i Apple Michael W. Lisboa: Plátano editora. ISBN 978-9727702305